# Sabena

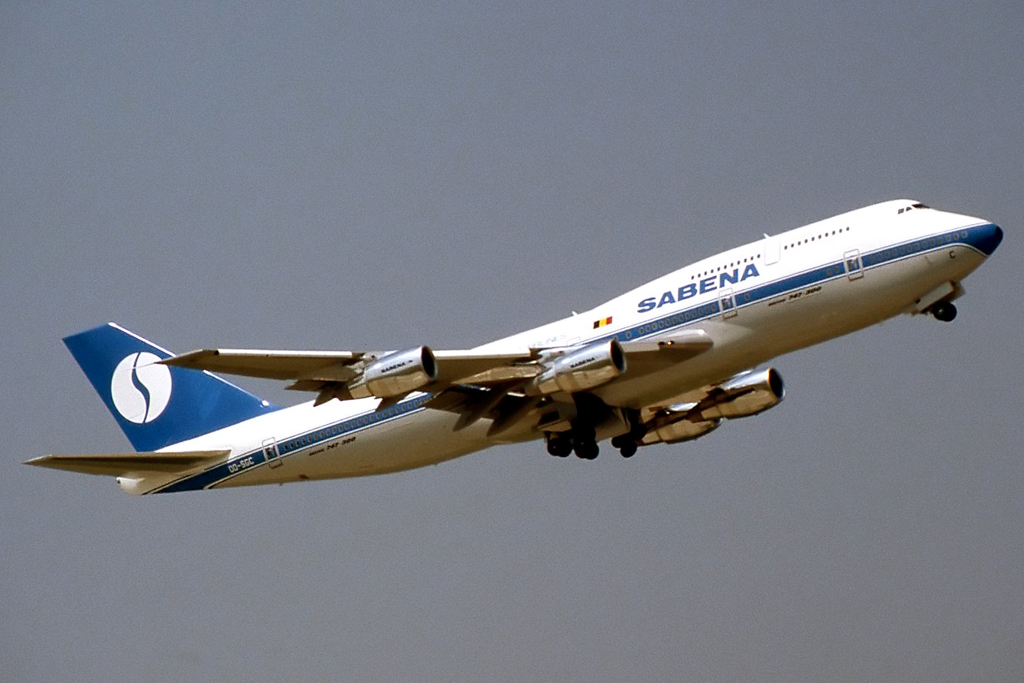
Sabena Boeing 747-300

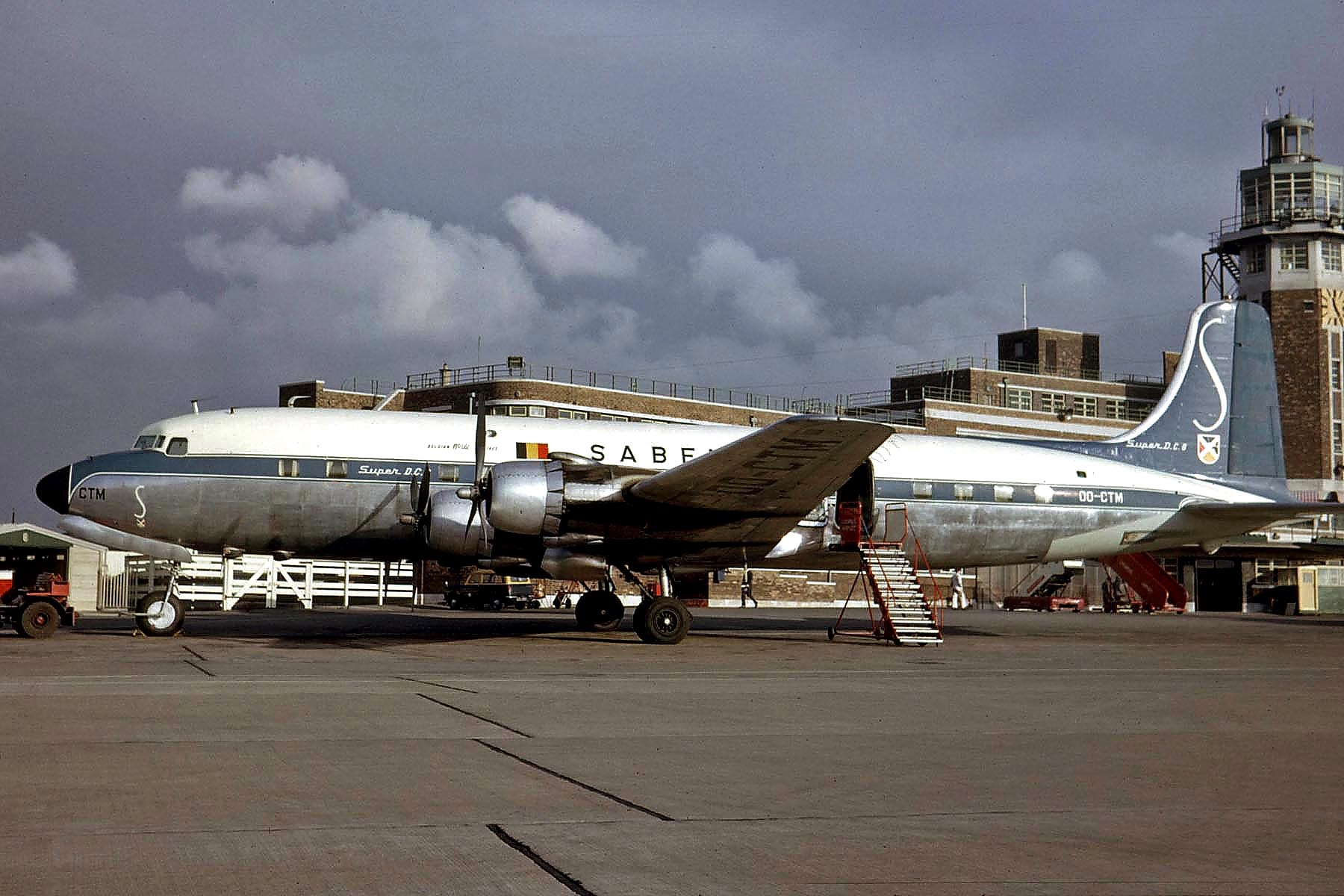
Sabena Douglas DC-6, 1964

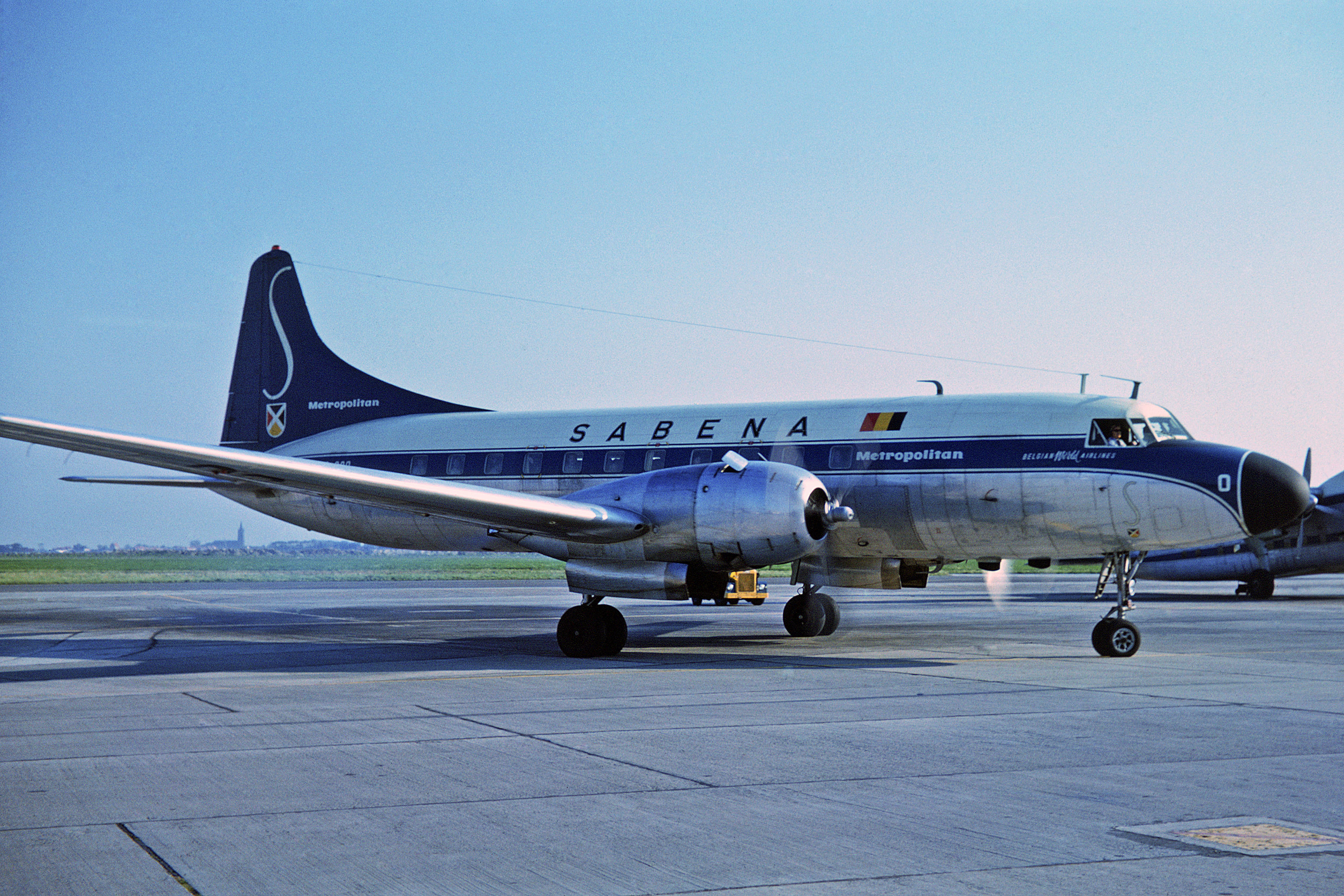
Sabena Convair 440 Metropolitan, 1963

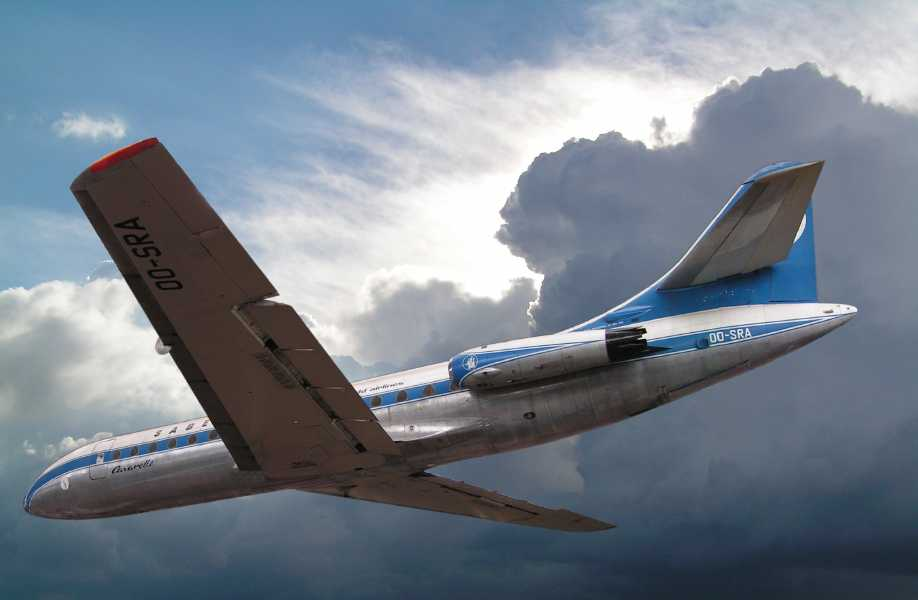
En Sud Aviation Caravelle som tillhörde Sabena

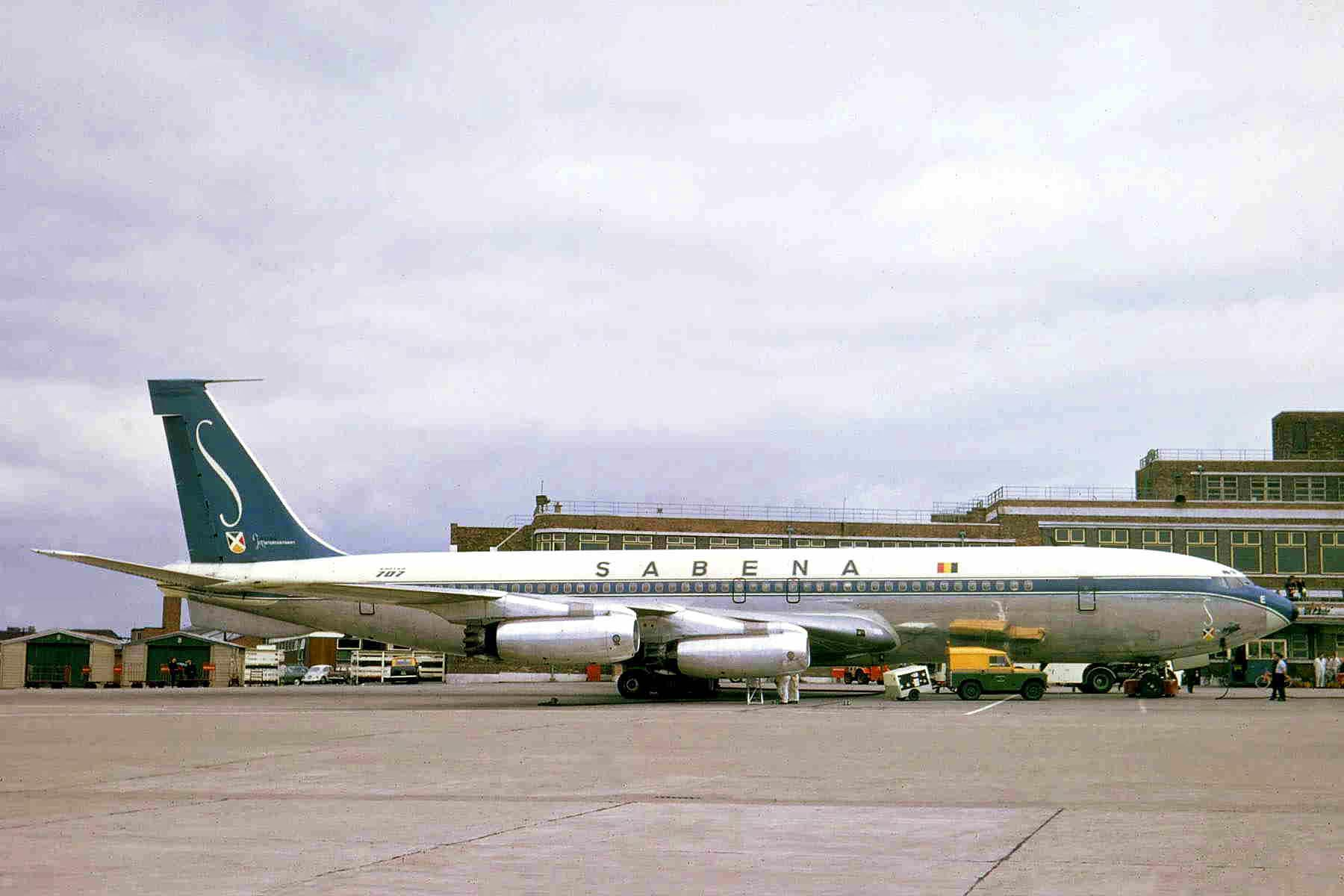
Sabena Boeing 707, 1968

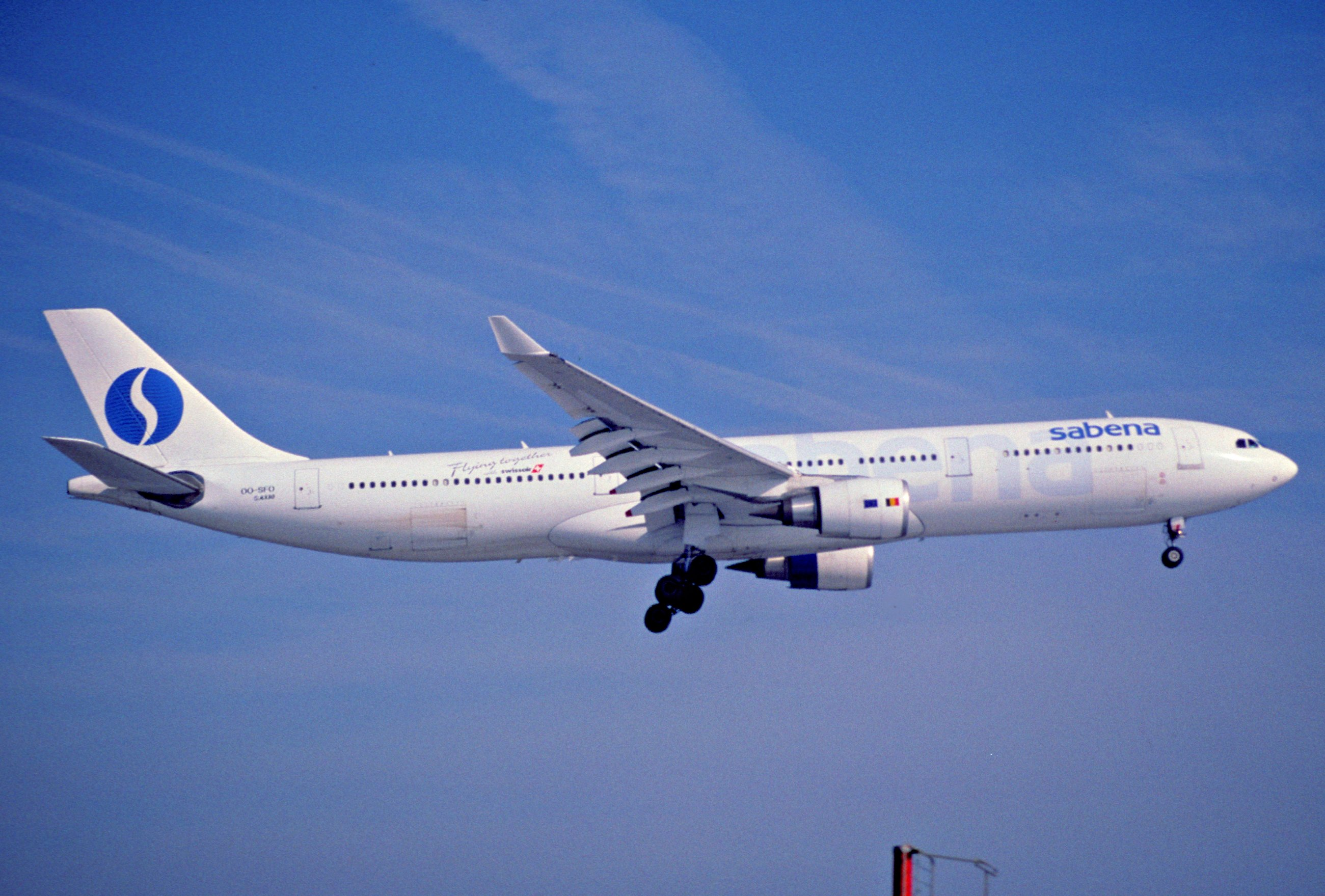
Sabena Airbus A330-300, 1999

Sabena, Société Anonyme Belge d'Exploitation de la Navigation Aérienne, var Belgiens statliga flygbolag 1923-2001
Sabena gick i konkurs 2001 och ersattes av sitt dotterbolag SN Brussels Airlines som nationellt belgiskt flygbolag.

## Historia
Sabena grundades 1923 som Belgiens nationella statliga flygbolag. Sabena grundades sedan SNETA, grundat 1919, upphört med sin verksamhet. Den första flygningen gick 1 juli 1923 mellan Bryssel och London via Ostende. 1924 följde linjer till Rotterdam och Strasbourg. Från första början kom Sabena att spela en viktig roll i kommunikationen via Belgien och Belgiska Kongo. Sabena kom att ha inrikeslinjer i Kongo mellan Léopoldville, Lisala och Stanleyville. Under många var det verksamheten i Afrika som var bolagets vinstgivande del. Under 1930-talet inledde man samarbeten med Air France och Lufthansa i Afrika. 
1931 följde nya linjer i Europa till Köpenhamn och Malmö och senare Berlin. Under andra världskriget upphörde flygningarna i Europa men fortsatte i Kongo. Efter kriget började en ny era med transatlantiska flygningar. 1947 startades linjen till New York och man återupptog linjen till Belgiska Kongo. När Kongo blev självständigt 1960 kom man att förlora det omfattande nätet i Kongo men kom att bli delägare i Air Congo. Sabena blev även kommenderat att vara med och evakuera belgare till Europa sedan oroligheter brutit ut 1961. 
Air France gick in som delägare 1993 men sålde 1995 till Swissair. Sabena hade stora finansiella problem liksom Swissair. 2001 likviderades bolaget.

## Flotta
Sabenas flygflotta 2001.
- 15 Airbus A319-100
- 6  Airbus A320-200
- 3  Airbus A321-200
- 6  Airbus A330-200
- 4  Airbus A330-300
- 2  Airbus A340-200
- 2  Airbus A340-300
- 6  Boeing 737-300
- 5  Boeing 737-500
- 2  McDonnell Douglas MD-11

### Historisk flotta
SABENA har tidigare flugit bl.a.:
- Airbus A310
- Boeing 707
- Boeing 727
- Boeing 737-200, -400
- Boeing 747-100, -300
- Bristol 170 Freighter
- Caravelle
- Convair 240
- Convair 440 Metropolitan
- Douglas DC-3, C-47
- Douglas DC-4
- Douglas DC-6
- Douglas DC-7
- Douglas DC-10
- Junkers Ju 52/3m
- Lockheed Lodestar

## Bildgalleri

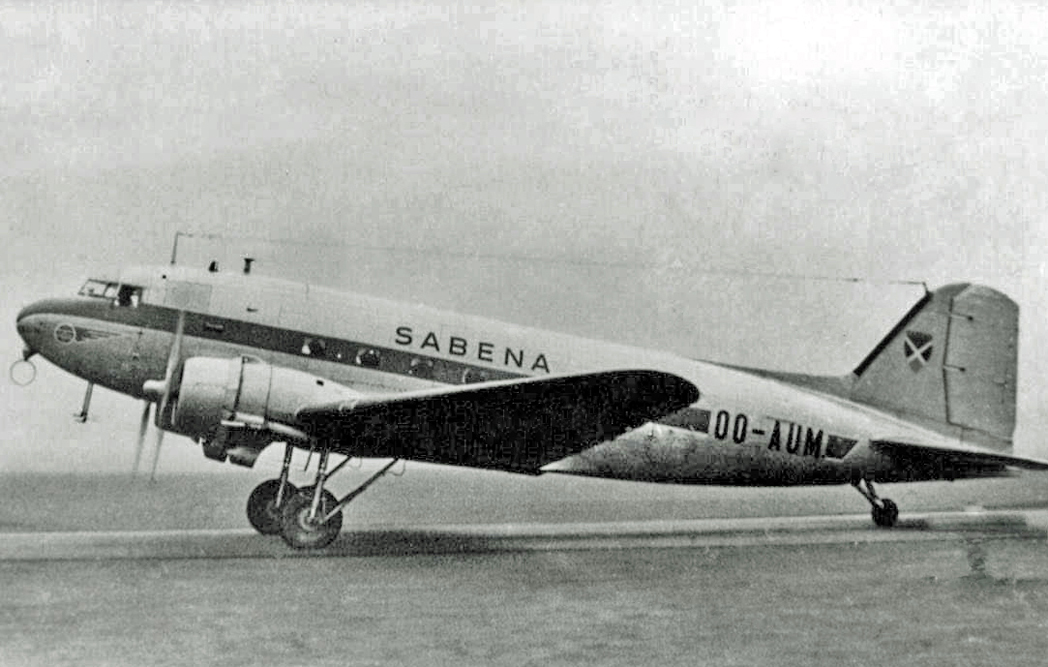
Sabena Douglas DC-3 OO-AUM, Manchester Airport 1949
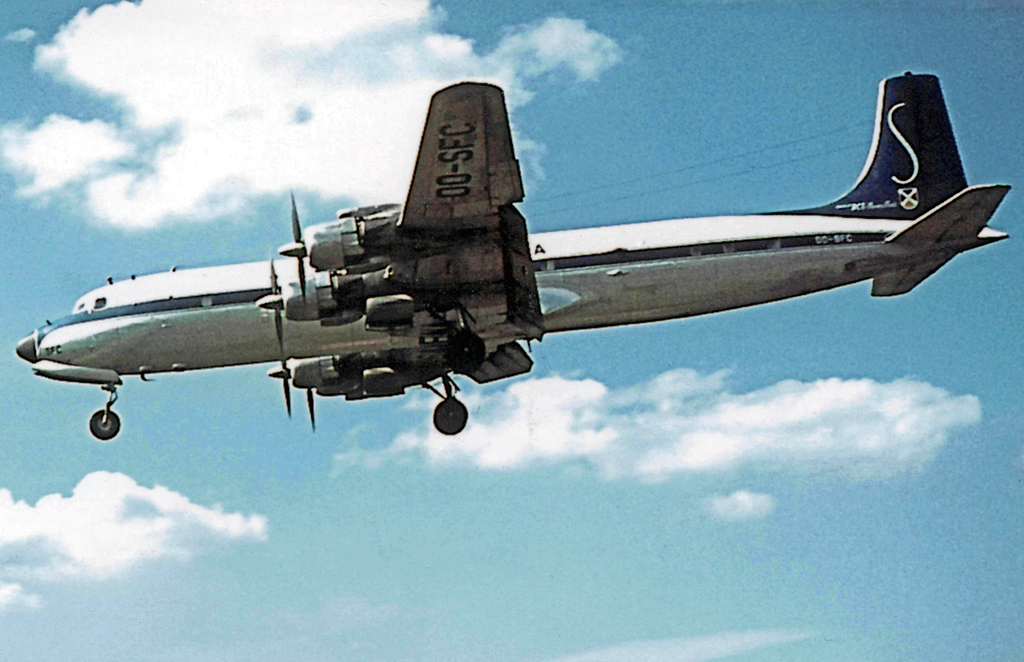
Sabena Douglas DC-7 OO-SFC, Manchester Airport 1962
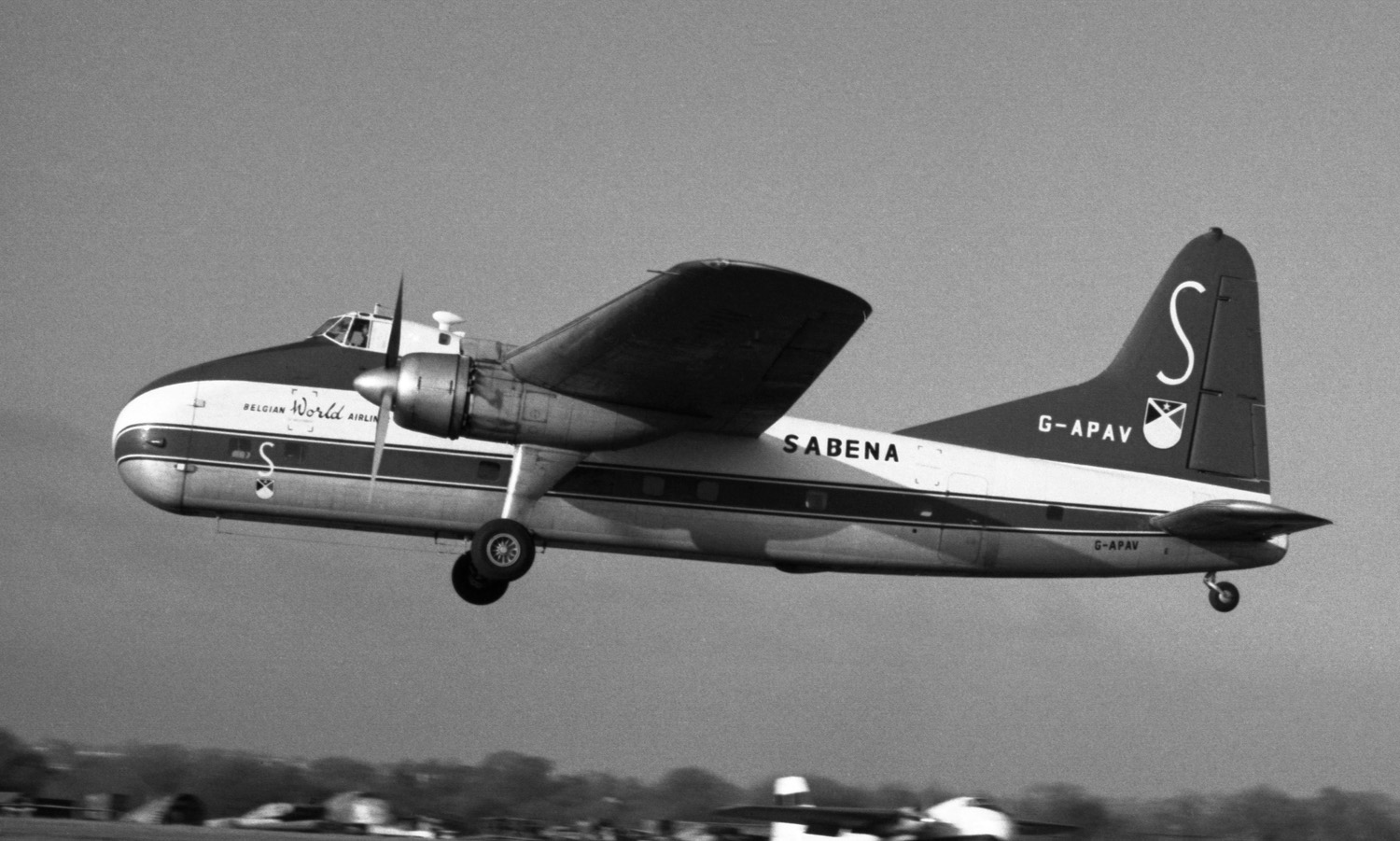
Sabena Bristol 170 Superfreighter G-APAV, Southend 1964
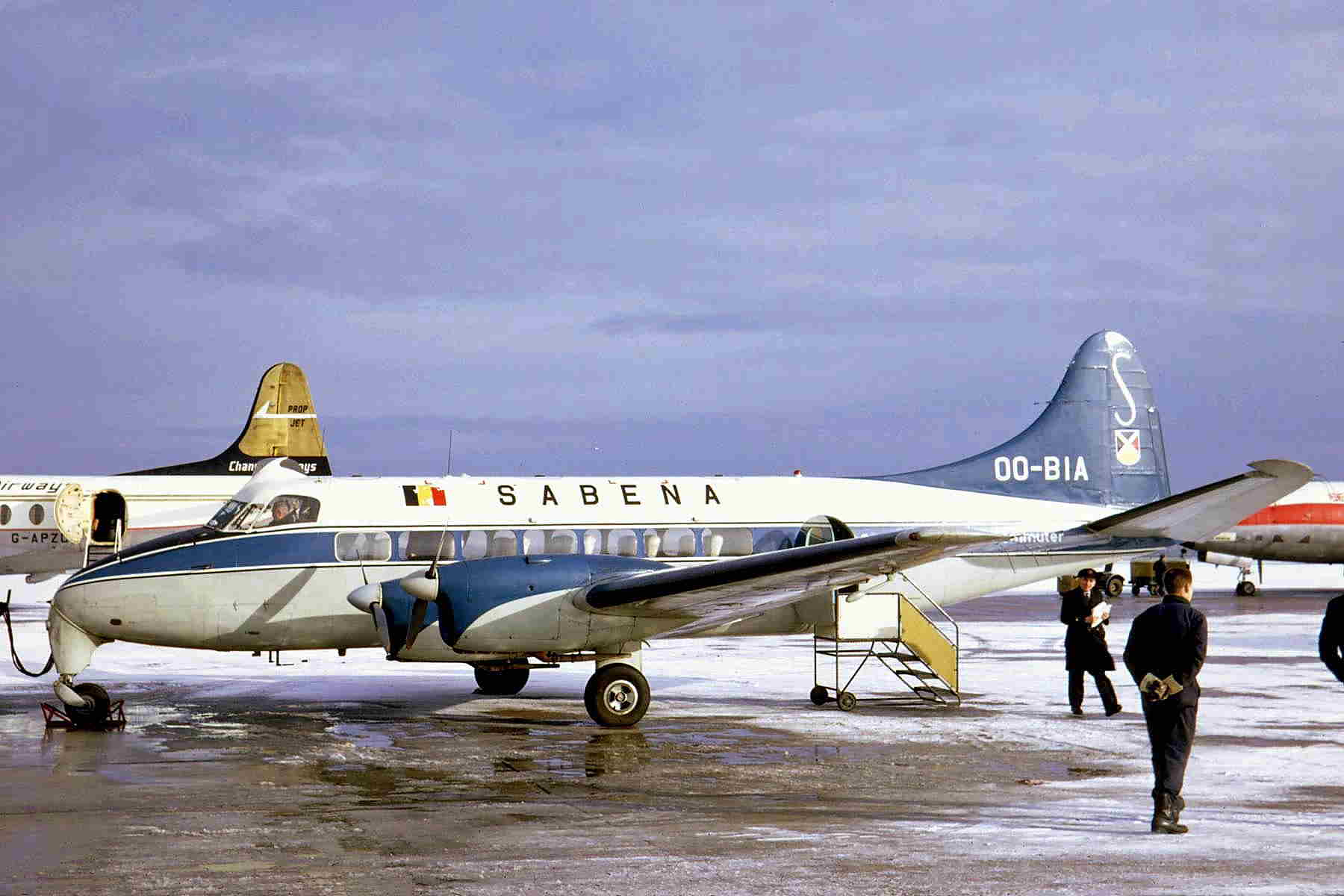
Sabena de Havilland Heron OO-BIA, Rotterdam 1968
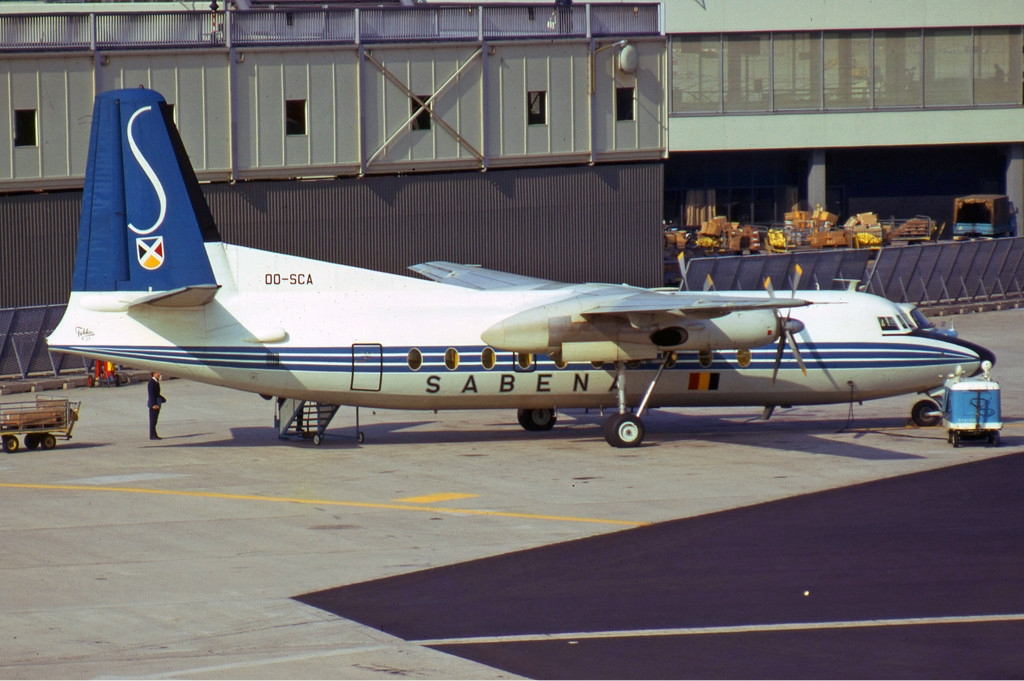
Sabena Fokker F27 Friendship OO-SCA, Amsterdam 1972
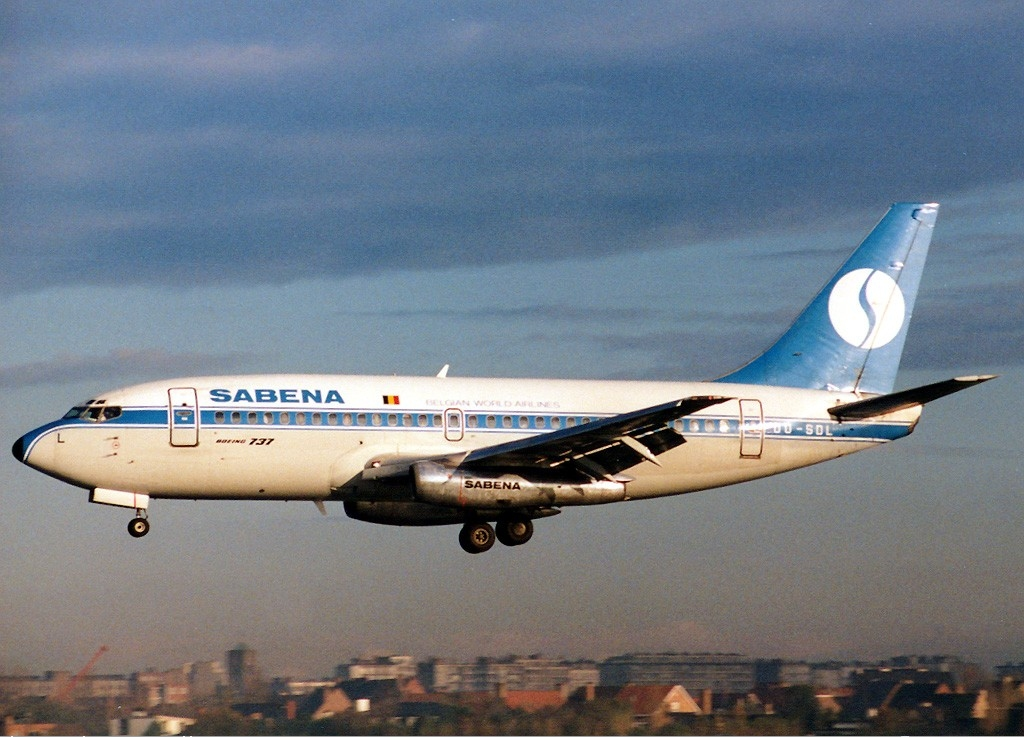
Sabena Boeing 737-200 OO-SDL, Ostende 1990
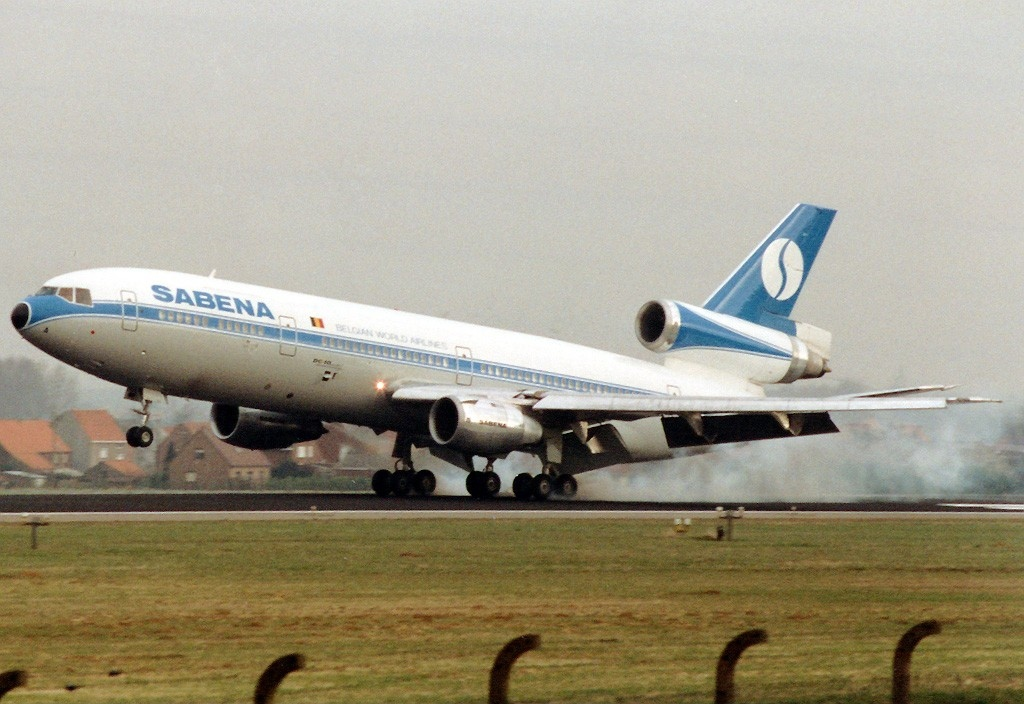
Sabena McDonnell Douglas MD-11 OO-SLA, Bryssel 1992
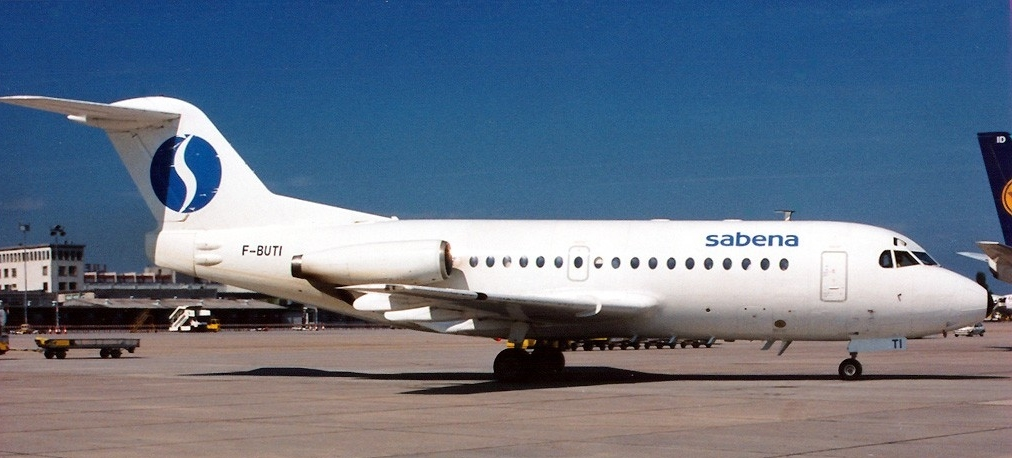
Sabena Fokker F28 Fellowship F-BUTI, Stuttgart 1995
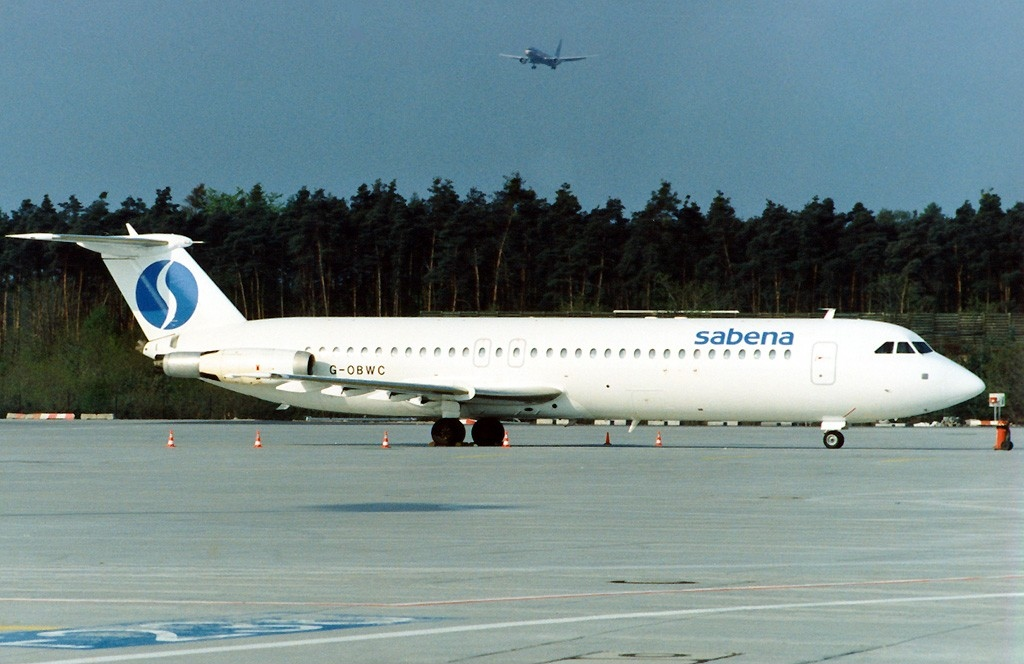
Sabena BAC 1-11 G-OBWC, Frankfurt 1995
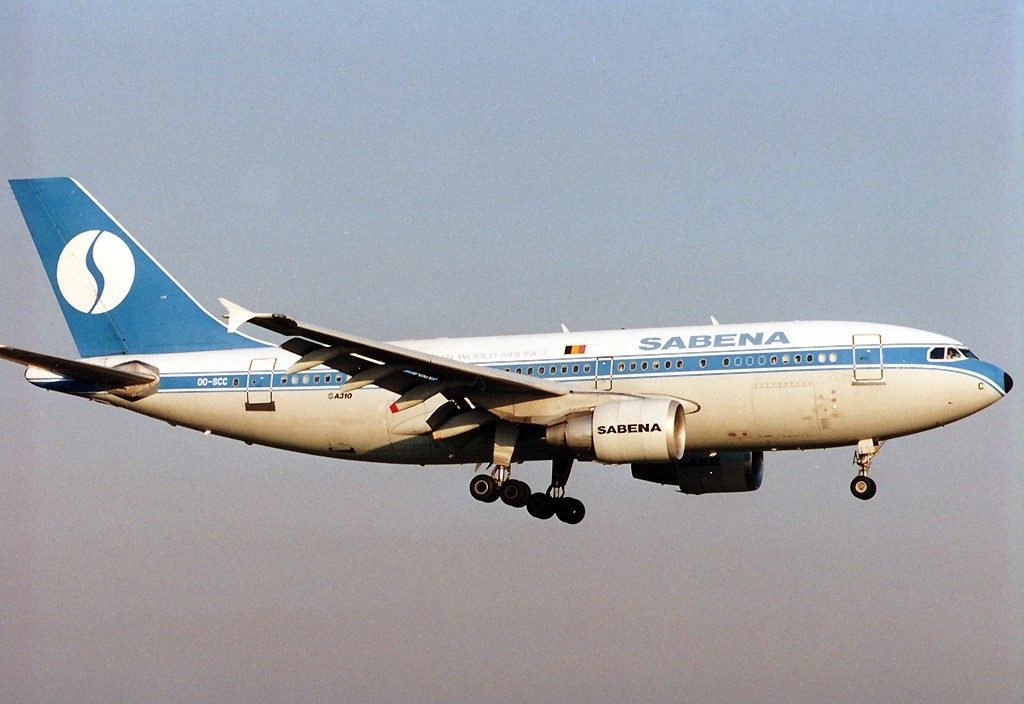
Sabena Airbus A310 OO-SCC, Bryssel 1996
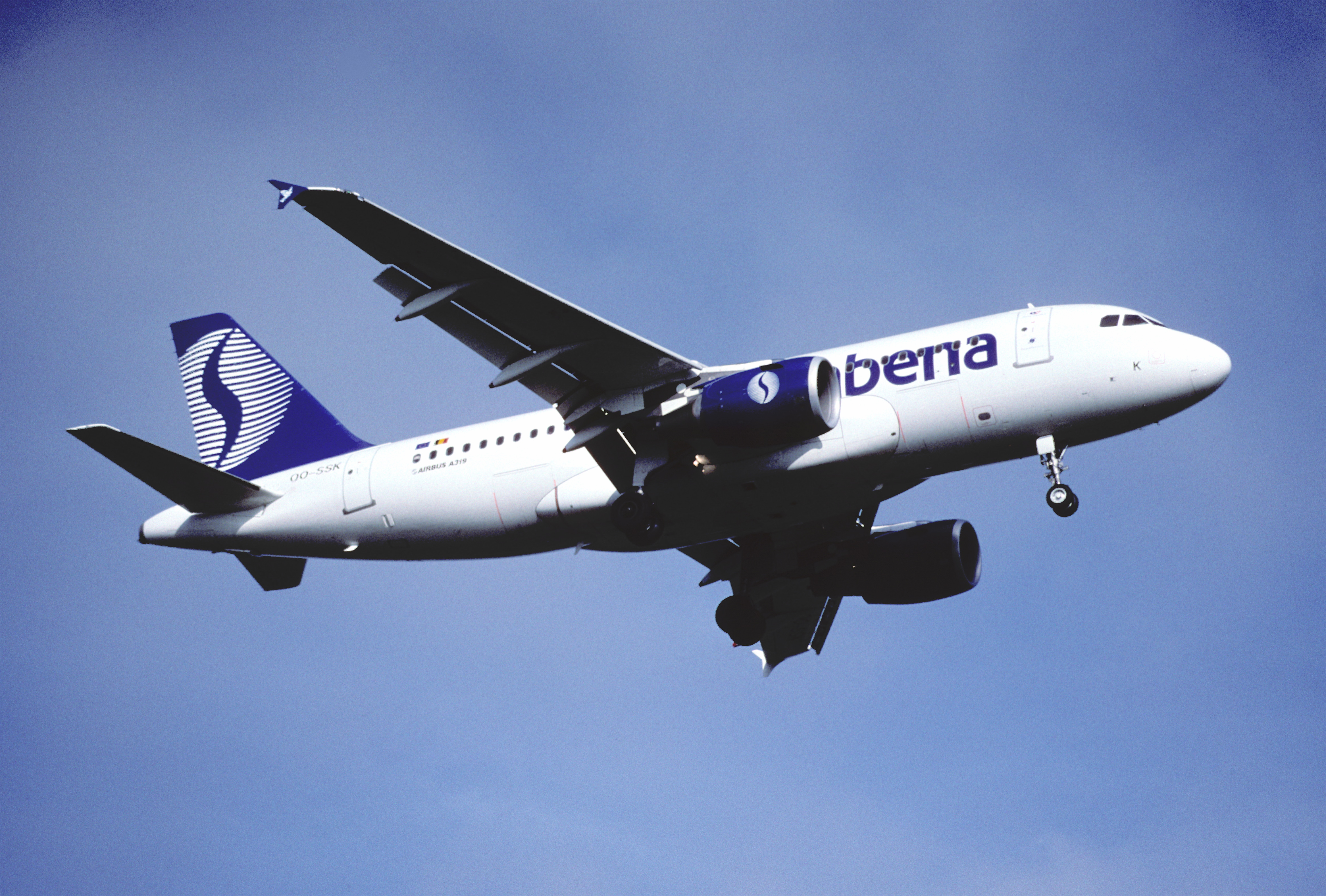
Sabena Airbus A319 OO-SSK
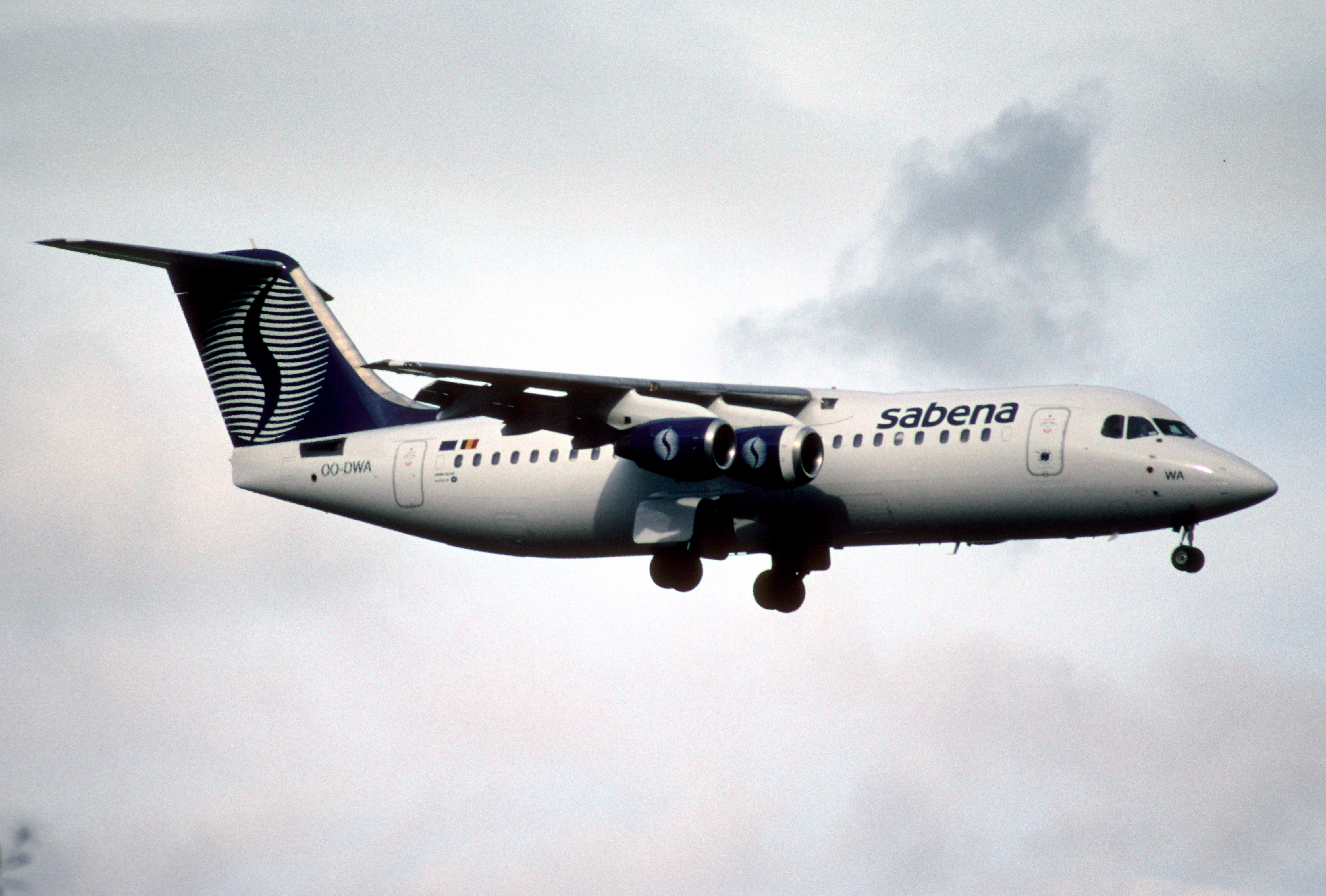
Sabena British Aerospace BAe 146 OO-DWA, Zürich 2001